# Verbrennungslehre
Die Verbrennungslehre, seltener auch Verbrennungskunde oder -wissenschaft genannt, ist ein naturwissenschaftliches Fachgebiet, das sich mit den chemischen und physikalischen Vorgängen bei der Verbrennung und den Effekten innerhalb von Flammen und Feuern befasst.
Die Verbrennungslehre ist größtenteils ein Teilgebiet innerhalb der physikalischen Chemie, berührt aber auch die Wärmelehre (Thermodynamik), Strömungslehre und andere Bereiche der Physik.

## Anwendung
Die Verbrennungslehre bildet die Wissensbasis für die technische Nutzung des Feuers durch den Menschen in „Nutz-/Zweckfeuern“, wie sie beispielsweise in der Feuerungstechnik in Verbrennungskraftmaschinen oder in der Pyrotechnik zur Anwendung kommt. Hier besteht eine enge Verbindung zur Brennstofftechnik.
Gleichzeitig bildet sie aber auch die Grundlage für die Brandschutzlehre, die sich mit der Verhinderung von „Schadfeuern“ (Bränden) befasst, und für deren Bekämpfung durch die Feuerwehr.
Ein Spezialgebiet innerhalb der Verbrennungslehre ist die Explosionslehre, die sich mit explosionsartiger Verbrennung befasst. Anwendungen bestehen auf der Seite der Nutzfeuer in der Pyro- und Sprengtechnik, bei den Schadfeuern im Explosionsschutz.

## Inhalte

Das Verbrennungsdreieck, ein grundlegendes Schema der Verbrennungslehre

Im Rahmen der Verbrennungslehre werden untersucht:
- Chemische Reaktionen: Stöchiometrie und Thermodynamik (Stoffmengen- und Energiebilanzierung)
  - Hauptreaktionen, insbesondere Oxidation des Brennstoffes
  - Nebenreaktionen, insbesondere Bildung von Luftschadstoffen
- Physikalische Vorgänge
  - Stoffübertragung in der Flamme: Durchmischung von Brennstoff, Oxidationsmittel und Abgas, Diffusionsvorgänge
  - Wärmeübertragung innerhalb des Feuers und zur Umgebung
  - Strömungsmechanische und dynamische Effekte: Entstehung und Rückwirkungen von Turbulenzen, Schwingungen, Pulsationen, …
- Reaktionskinetik (Mischung, Zündung, Abbrand, Ausbrand, …)
- Modellierung des Verbrennungsprozesses